# Anthophora beijingensis
Anthophora beijingensis là một loài Hymenoptera trong họ Apidae. Loài này được Wu mô tả khoa học năm 1986.